# Navarra-lánc
Névváltozatok:
de: Münzenschnurgeflecht, Navarrakette

Rövidítések:

Navarra-lánc (éremküllő)

Navarra-lánc

A Navarra-lánc a keresztek közé sorolható címerábra. Navarra címerében szerepel. A 14. századtól csillagalakban elrendezett zsinórra rakott érmékből állt. Ilyen alakban fordul elő Gelre herold címerkönyvében, valamint II. Ulászló király feleségének, Anna királynénak a pecsétjén és II. Ulászló egyik tallérján.
Eredete nem világos. Valószínűleg a fából készült pajzs megerősítésére szolgáló fémveret volt, tehát hasonló módon alakult ki, mint számos korai mesteralak. Később ezt az alakzatot láncokból képezték ki. Olyan láncot értettek rajta, mellyel VII. Sancho navarrai király (1194–1234) csapatai a Las Navas de Tolosa-i csatában (1212) körbevették a Miramamolín sátrat. Liliomokkal együtt gyakran megtalálható Franciaország címerében. Mások szerint a liliomküllőből származik.

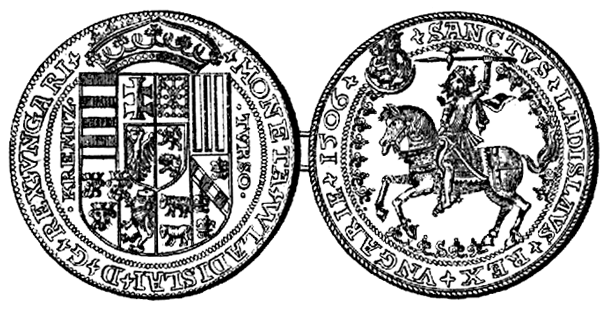
Navarra-lánc II. Ulászló  hármastallérján
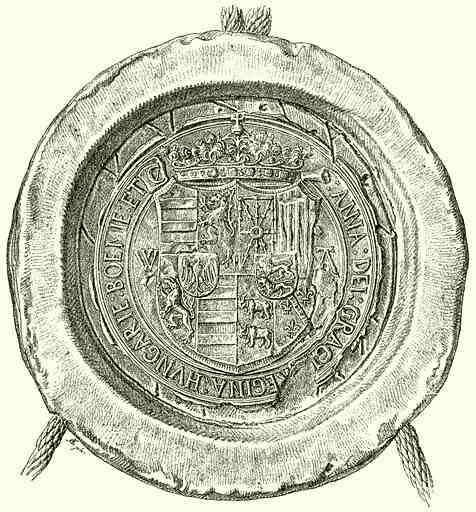
Navarra-lánc Anna királyné pecsétjén